# 弗倫奇布羅德鎮區 (北卡羅萊納州班康縣)
弗倫奇布羅德鎮區（英語：French Broad Township）是位於美國北卡羅萊納州班康縣的一個鎮區。

## 地方資料
弗倫奇布羅德鎮區的面積為58.53平方千米，皆為陸地。根據2020年美國人口普查的數據，當地共有人口8968人，而人口密度為每平方千米153.22人。